# Držková
Držková (deutsch Derschkowa, früher Drschkowa) ist eine Gemeinde in Tschechien. Sie liegt neun Kilometer nordöstlich von Fryšták und gehört zum Okres Zlín.

## Geographie
Držková befindet sich in den Hosteiner Bergen an der Einmündung des Baches Držkovský potok in die Dřevnice. Nördlich erheben sich der Grúň (557 m) und Horní Lázek (566 m), im Nordosten die Křemeničná (600 m) und Tisový (652 m), östlich der Humenec (703 m) und die Kopná (675 m), im Südosten die Sýkornice (584 m), südlich die Vančica (510 m) sowie im Nordwesten der Kuželek (638 m) und Okluk (606 m). Das Dorf liegt im Naturpark Hostýnské vrchy. Nördlich des Dorfes entspringt die Dřevnice. Der auf dem Kataster der Gemeinde befindliche Holý vrch (735 m) bildet den geographischen Mittelpunkt der Hosteiner Berge.
Nachbarorte sind U Brány, Hutě, Dolínky, Močáry und Košařiska im Norden, Nivky, Lhoty und Hošťálková im Nordosten, Količko, Na Kopné, Hrubý Les und Žára im Osten, Podkopná Lhota, U Bačů, U Vaculů und Trnava im Südosten, Bílý Kopeček und Kašava im Süden, Štěprová und Vlčková im Südwesten, Kameňák und Ráztoka im Westen sowie U Juránků und Rusava im Nordwesten.

## Geschichte
Die erste schriftliche Erwähnung der zur Herrschaft Luckow gehörigen Dörfer Drzkowa Superiori und Drzkowa Inferiori erfolgte 1391 in der Olmützer Landtafel. Drzkowa Superiori wurde wahrscheinlich durch einen Brand vernichtet, Legenden zufolge soll es zusammen mit seiner Kirche im Erdboden versunken sein. Seit 1466 bestand nur noch ein Dorf Drzkow. Durch den Ort führte der alte Handelsweg von Lukov nach Vsetín. Seit 1480 ist das Dorf nach Kašava gepfarrt. 1548 wurde das Dorf als Drssczkowa, danach als Drschtkowa und 1617 als Drsstkowa bezeichnet. Besitzer der Herrschaft Lukov waren im 16. Jahrhundert  u. a. die Nekesch von Landek. Lukrezia von Witschkow, geborene Nekesch von Landek, die 1607 die Herrschaft geerbt hatte, heiratete 1609 Albrecht von Waldstein. 1625 trat Waldstein Lukov mit allem Zubehör an den Kaiser ab, der die Herrschaft an Stephan Schmidt von Freihofen übergab. Von diesem erwarben 1628 die Minkwitz von Minkwitzburg die inzwischen stark verschuldete Herrschaft. 1710 kauften die Herren von Rottal Lukov. Johann von Rottal veräußerte die Güter 1724 an Johann Friedrich Graf von Seilern-Aspang, dessen Nachkommen den Besitz bis 1945 hielten. In Hutě entstand im 18. Jahrhundert eine Glashütte, die jedoch bereits nach fünf Betriebsjahren wieder stillgelegt worden ist. Nach dem Erlass des Toleranzpatents war Drsstkowa das Zentrum der Protestanten in der Herrschaft Lukov. Insbesondere die Bewohner der zahlreichen Passeken waren evangelisch. Sie waren nach Hošťálková gepfarrt. Die Bewohner lebten von der wegen des rauen Klimas und der Gebirgslage wenig erträglichen Landwirtschaft und fertigten in Heimarbeit Holzwaren. Der Fahrweg von Lukova nach Hošťálková wurde 1844 hergestellt und seine Instandhaltung oblag der Gemeinde. 1848 brach erstmals die Cholera aus. Bis zur Mitte des 19. Jahrhunderts blieb das Dorf immer nach Lukov untertänig.
Nach der Aufhebung der Patrimonialherrschaften bildete Drštková ab 1850 eine Gemeinde in der Bezirkshauptmannschaft Uherský Brod. Im Jahre 1851 wurde der Ort erneut von einer Choleraepidemie heimgesucht. Ab 1855 gehörte die Gemeinde zum Bezirk Vizovice und ab 1868 zum Bezirk Holešov. 1890 wurde in Drštková eine katholische Schule eingerichtet, zuvor erfolgte der Unterricht für die Kinder der Katholiken in Kašava. Die Protestanten schickten ihre Kinder in die Schule nach Hošťálková. 1887 brach wiederum die Cholera aus. 1905 wurde die Schule in Drštková zur öffentlichen Schule und auch die evangelischen Kinder dorthin umgeschult. Seit 1924 wird die Gemeinde als Držková /Derschkowa bezeichnet. 1927 brach in dem Dorf eine Typhusepidemie aus. Im Jahre 1935 bestand das Dorf aus 134 Häusern und hatte 735 durchweg tschechische Einwohner. Darunter waren 635 Katholiken und 95 Protestanten. 1935 wurde Držková dem Bezirk Zlín zugeordnet. Ab 1954 gehörte Držková zum Okres Gottwaldov-venkov und ab 1960 wieder zum Okres Gottwaldov, der nach der politischen Wende von 1989 seit 1990 wieder den Namen Okres Zlín trägt.

## Ortsgliederung
Für die Gemeinde Držková sind keine Ortsteile ausgewiesen. Zu Držková gehören die Ansiedlungen Bačú Hrb, Bílý Kopeček, Boří, Dolinky, Drvisko, Grapa, Grúň, Hlobilovy Paseky, Hupčena, Hutě, Jaroňová, Kolíčko, Košařiska, Kotáry, Kužélek, Kyčera, Lhoty, Májová, Močáry, Na Lúčkách, Na Skalách, Na Výpustě, Nivky, Nová Cesta, Plánčí, Pod Sýkornicú, Ráztoky, Solisko, Štěprová, Sýkornica und Vančica.

## Sehenswürdigkeiten
- Walachischer Glockenturm im Ortszentrum, er wurde im 18. Jahrhundert errichtet und nach dem Zweiten Weltkrieg abgerissen. 1998 wurde nach alten Photographien wiederhergestellt.
- Slowakische Chaluppe mit hölzerner Bienenbeute in Košařiska
- Havlík-Chaluppe in Kotáry
- Naturdenkmale Skály, Holíkova rezervace und Solisko, nördlich des Dorfes
- Vrzavé skály, Felsformationen auf dem Kamm an der Sýkornice
- Kamm Kotáry, Aussichtspunkt zum Radhošť und zur Lysá hora